# Obnova předkožky
Obnova předkožky (anglicky foreskin restoration) je proces expanze zbývající kůže na penisu, buď chirurgicky nebo nechirurgicky, se záměrem zvětšení nebo celkové obnovy předkožky novou tkání.

## Motivace
Obnovu předkožky podstupují muži pro několik důvodů, mezi které patří například obnova vzhledu přirozené předkožky, zvýšení sexuální citlivosti žaludu a vnitřní předkožky, nebo snížení nepohodlí obřezaného penisu během každodenního života. Obnovu předkožky podstupují většinou muži kteří byli obřezáni buď ze zdravotních důvodů (trpěli fimózou), z důvodů náboženských nebo zvykových. Muži, kteří se rozhodli pro obnovu předkožky většinou uvádí tyto důvody:
- obnovení sexuální funkce
- odstranění nepříjemných pocitů nebo bolesti při tření žaludu o prádlo
- zvýšení pocitu celistvosti a zvýšení sebevědomí ohledně svého těla
- zvládání hněvu kvůli nedobrovolnému obřezání

## Historie

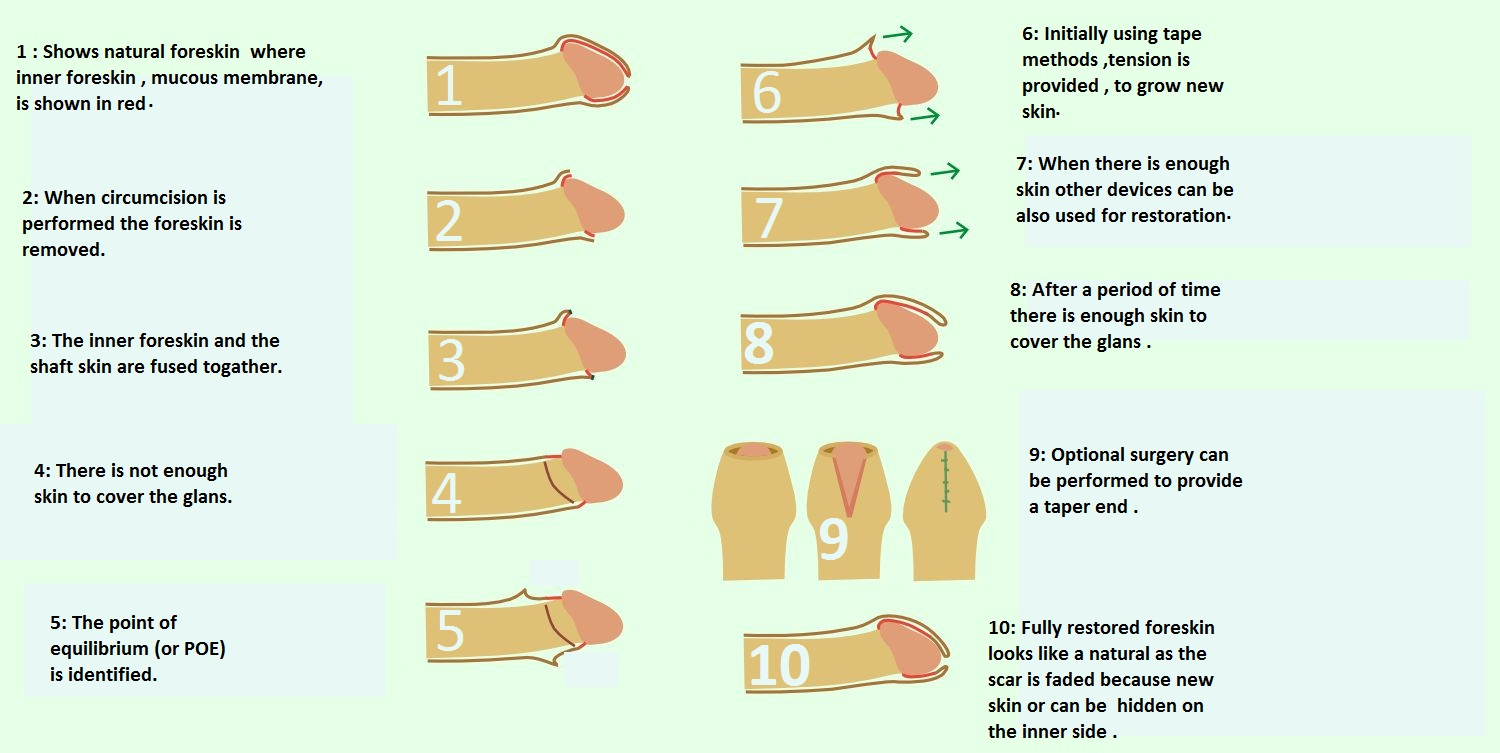
Postup nechirurgické obnovy předkožky

Ve starověkém Řecku byla odkrytá předkožka považována za urážlivou.
Určitá forma obnovy předkožky, historicky známá jako epispasmus, byla praktikována mezi některými prastarým helénickými a římskými kulturami. Někteří evropští Židé se během druhé světové války pokoušeli obnovit své předkožky, aby se bránili identifikaci jako Židé a tím se ochránili před holokaustem.
Tato praktika byla nově obnovena v druhé polovině dvacátého století. Nechirurgická metoda začala být popisována v sedmdesátých letech obřezanými muži většinou ze Spojených států, kteří byli nespokojeni s obřízkou, neboť byli většinou obřezáni v útlém dětství proti své vůli. Spojené státy v té době měly (a stále mají) vysoké procento novorozenecké obřízky, i když toto procento v současnosti klesá. V roce 1982 byla založena skupina zvaná Brothers United for Future Foreskins (BUFF), která se snažila popularizovat použití lepicí pásky při nechirurgické obnově předkožky. Později, v roce 1991, byla založena jiná, podobná skupina UNCircumcising Information and Resources Centers (UNCIRC).
National Organization of Restoring Men (NORM) byla založena v roce 1989 v San Franciscu, jako nevýdělečná organizace podporující muže snažící se o obnovu předkožky a přirozeného vzhledu penisu. Původně byla známá jako RECAP, akronym pro frázi Recover A Penis. V roce 1994 byl do této skupiny začleněn UNCIRC. Od svého založení vznikly odnože NORMu kromě USA také v Kanadě, Spojeném království, Austrálii, na Novém Zélandu a v Německu.

## Chirurgické metody
Chirurgické metody obnovy předkožky jsou založeny na odebrání kůže z jiné části těla (např. šourku) a její přišití na konec žaludu. Tato metoda je však velmi drahá, může mít vedlejší efekty (např. růst chlupů) a výsledek nebývá esteticky dobrý. Přioperovaná část kůže může být bez citu.

## Nechirurgické metody
Při nich se využívá takzvané expanze tkáně (viz tissue expansion na anglické Wikipedii) pomocí mitózy, to je množení buněk dělením. Je možné díky ní obnovit jak vnější, tak vnitřní předkožku. Označuje se jako "tugging", to je natahování.

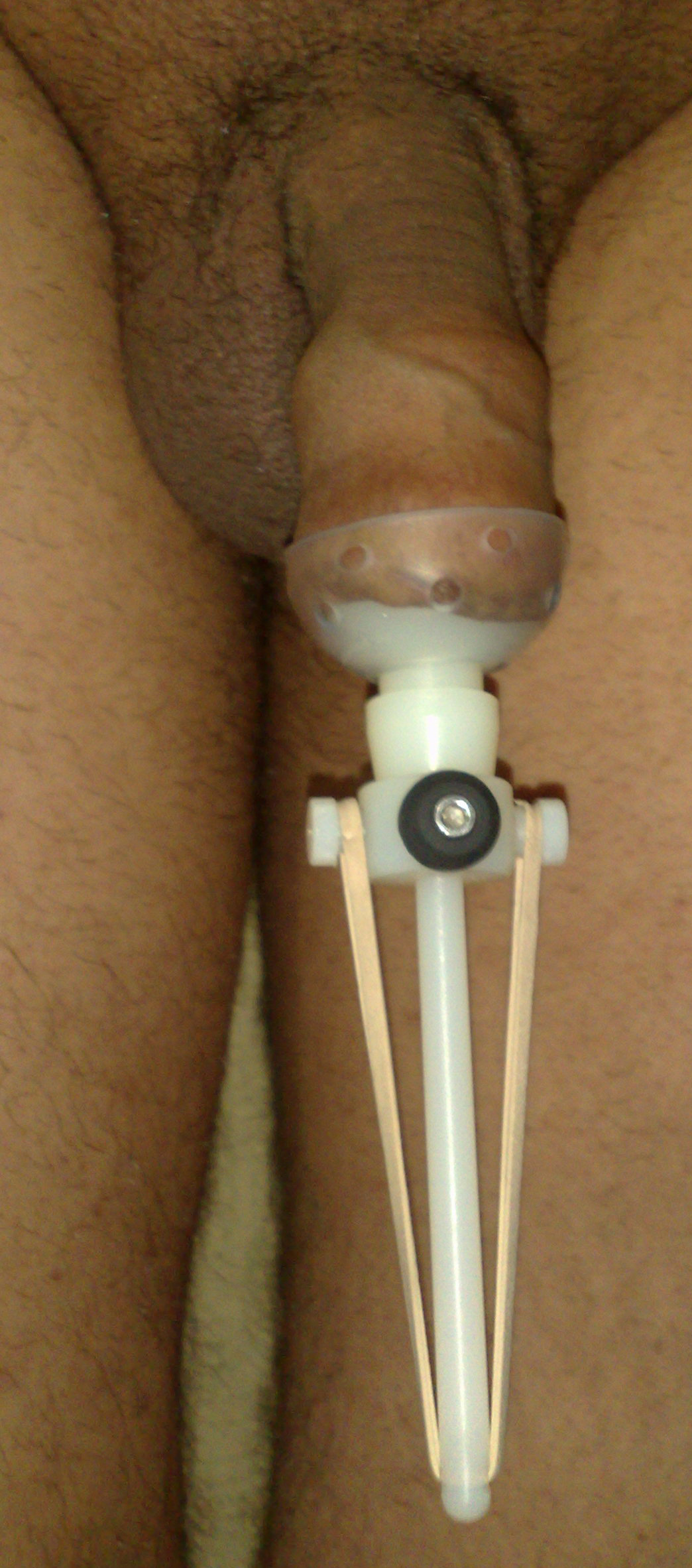
Přístroj určený k obnově předkožky

Nechirurgická metoda je založená na natahování zbytkové tkáně, která zůstala po obřízce. Dá se využívat různých specializovaných přístrojů, nebo manuálního natahování kůže. Při obnovování předkožky je vždy nutné dbát na to, aby nebylo namáhání příliš velké a kůže nebo penis celkově nebyl nijak poškozen.
Je prokázáno, že natahováním kůže a množením buněk v ní pomocí tohoto natahování vznikají dokonale funkční buňky. Proces obnovy předkožky je však velmi dlouhý (2 až 6 let) a je při něm potřeba velká trpělivost a motivace.

## Výsledky
Nechirurgická obnova trvá velmi dlouho, v závislosti na stáří a zdravotním stavu muže, množství zbylé kůže po obřízce apod. Výsledky chirurgické obnovy jsou mnohonásobně rychlejší, avšak kvůli vedlejším efektům se chirurgická metoda nedoporučuje.
Některé funkce předkožky obnovit takto nelze. Například nelze obnovit zúženou část předkožky na jejím konci a specializovaná nervová zakončení v ní, a uzdičku. Předkožka tak působí volněji než přirozená.
Naopak však je obnovená předkožka schopna zakrýt celý žalud, což obnoví přirozený vzhled penisu. Původní a obnovená předkožka se vzhledově velmi podobají. Dále je nově nabytá předkožka schopna chránit žalud před mechanickým třením o spodní prádlo, což je pro mnoho obřezaných nepříjemné až bolestivé a zakrytím žaludu se tyto problémy odstraní. Stejně tak se částečně obnoví sekreční žlázy vnitřní části předkožky a navíc dekeratinizuje jak žalud, tak vnitřní předkožka, což vede ke zvýšení citlivosti a vzrušenlivosti penisu. Obnovená předkožka také plní svou sexuální funkci "klouzání" při pohlavním styku. Mnoho obřezaných mužů po obnově předkožky uvádí, že je to to nejlepší, co pro sebe v životě udělali.
33 % dotazovaných mužů po obnově předkožky uvedlo, že jsou spokojeni se skrytím jejich žaludu po obřízce, 27 % uvedlo zkvalitnění sexuální funkce a zkomfortnění erekce díky dostatku kůže na penisu, 16 % uvedlo narovnání erekce, jejíž pokřivení bylo způsobeno nerovnoměrným rozložením kůže na penisu a 17 % mužů tím vyřešilo problémy s bolestí při pohlavním styku nebo masturbaci. Většina mužů se shoduje že jejich pohlavní život se po obnově zlepšil, otevřely se jim nové možnosti a ztratily dřívější problémy."

## Úplná regenerace předkožky
V současné době se určité příspěvkové organizace (např. Foregen) snaží získat dost peněz pro výzkum regenerativní medicíny, která by byla schopna obnovit i nervová zakončení v penisu, uzdičku apod. Konkrétní výsledky však zatím nepřinesla.

## Emocionální, psychologické a psychiatrické aspekty
Jsou hlášeny případy zlepšení duševního stavu mužů, kteří v mládí nedobrovolně podstoupili obřízku a trápili se tím.